# Абді Нагеє
Абді Нагеє (2 березня 1989 , Могадішо ) — нідерландський легкоатлет, що спеціалізується на марафонському бігу, срібний призер Олімпійських ігор 2020 року.

## Кар'єра
| Рік                    | Змагання               | Місце проведення         | Місце                  | Дисципліна             | Результат              | Примітки               |
| Представник Нідерланди | Представник Нідерланди | Представник Нідерланди   | Представник Нідерланди | Представник Нідерланди | Представник Нідерланди | Представник Нідерланди |
| ---------------------- | ---------------------- | ------------------------ | ---------------------- | ---------------------- | ---------------------- | ---------------------- |
| 2015                   | Роттердамський марафон | Роттердам, Нідерланди    | 9                      | марафон                | 2:12:33                |                        |
| 2015                   | Амстердамський марафон | Амстердам, Нідерланди    | 8                      | марафон                | 2:10:24                |                        |
| 2016                   | Бостонський марафон    | Бостон, США              | 8                      | марафон                | 2:18:05                |                        |
| 2016                   | Чемпіонат Європи       | Амстердам, Нідерланди    | 6                      | марафон                | 1:03:43                |                        |
| 2016                   | Олімпійські ігри       | Ріо-де-Жанейро, Бразилія | 11                     | марафон                | 2:13:01                |                        |
| 2017                   | Роттердамський марафон | Роттердам, Нідерланди    | 9                      | марафон                | 2:09:34                |                        |
| 2017                   | Амстердамський марафон | Амстердам, Нідерланди    | 9                      | марафон                | 2:08:16                |                        |
| 2018                   | Бостонський марафон    | Бостон, США              | 7                      | марафон                | 2:23:16                |                        |
| 2018                   | Чемпіонат Європи       | Берлін, Німеччина        | —                      | марафон                | DNF                    |                        |
| 2021                   | Олімпійські ігри       | Токіо, Японія            | 2                      | марафон                | 2:09:58                |                        |
| 2021                   | Нью-Йоркський марафон  | Нью-Йорк, США            | 5                      | марафон                | 2:11:3                 |                        |